# نورثروپ ایکس-۴ بنتم
نورثروپ ایکس-۴ بنتم (به انگلیسی: Northrop X-4 Bantam) یک هواپیمای آزمایشی کوچک دوموتوره ساخت شرکت نورثروپ در سال ۱۹۴۸ بود. این هواپیما دم افقی نداشت و در عوض به سطوح شهپر و الویتور برای کنترل درجه و چرخش وابسته بود که بسیار شبیه به سامانه استفاده شده در هواپیمای مسراشمیت ام‌ای۱۶۳ آلمان نازی بود.